# Scheldeschouw

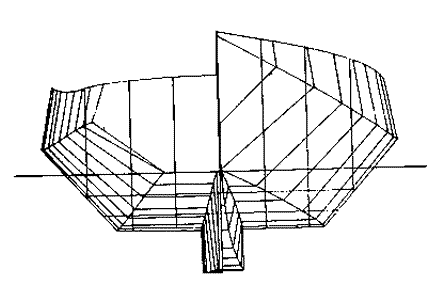
Lijnenplan van een Scheldeschouw met dooskiel

Er zijn in Nederland vele soorten van vaartuigen, die de naam schouw dragen, een benaming die algemeen voorkomt. Voor vele zeilers is het voorbord, dus de spiegelvormige afsluiting van het voorschip, een kenmerk. Maar vooral in het zuiden van Nederland zijn schouwen die dit kenmerk niet hebben, zoals de Tholense schouw en de zalmschouw. Scheldeschouwen werden vroeger als bijboot gebruikt tijdens de visvangst op de Schelde.
Een bouwer van moderne scheldeschouwen vanaf begin jaren 60 tot eind jaren 70 was Vermeulen's Jachtwerf te Terneuzen. Deze werf bouwde ze als semi-platbodem. Als een van de weinige platbodems heeft dat schip een zogenaamde dooskiel in plaats van zijzwaarden. In totaal hebben zo'n 100 schepen de werf verlaten, compleet afgebouwd of als casco.
Een nieuwe bouwer is Botenbouw Tukker te Gorinchem, die in opdracht van de Educatieve Werkgroep Binnenvaart Vlaanderen zo'n 270 bouwpakketten heeft samengesteld. Daarmee kunnen diverse Vlaamse technische scholen schouwen in elkaar lassen. Mei 2013 kregen de leerlingen van het VTI in Izegem het eerste pakket aangeleverd. Het gaat hierbij om dezelfde boten als die worden gebruikt als lelievlet voor Scouting Nederland en de Zeekadetkorpsen in Nederland.
De scheldeschouw is een kajuitzeilboot met ingebouwde hulpmotor. Afhankelijk van de uitvoering varieert de lengte tussen 9 meter 10,5 meter en het gewicht tussen 6.000 kg. en 8.200 kg.
De lelievlet is een open roei/zeilboot. De lengte is bijna 6 meter, en volledig uitgerust is het gewicht rond de 1.000 kg.
De bouwpakketten van Tukker voor Vlaanderen zijn dus feitelijk lelievletten en geen scheldeschouwen.